# Тропически буревестник
Тропически буревестник (Puffinus lherminieri) е вид птица от семейство Буревестникови (Procellariidae).

## Разпространение
Видът е разпространен в Индийския океан на север до Арабско море, през северозападната и централна част на Тихия океан, в Карибите и части от източния Атлантик.